# Ključarovci pri Ljutomeru
Ključarovci pri Ljutomeru je naselje u slovenskoj Općini Križevcima. Ključarovci pri Ljutomeru se nalazi u pokrajini Štajerskoj i statističkoj regiji Pomurju. 

## Stanovništvo
Prema popisu stanovništva iz 2002. godine naselje je imalo 377 stanovnika.